# 梅鎮區 (密蘇里州普拉特縣)
梅鎮區（英語：May Township）是位於美國密蘇里州普拉特縣的一個行政鎮區。

## 地方資料
梅鎮區的面積為82.89平方千米，當中陸地面積為82.34平方千米，而水域面積為0.55平方千米。根據2020年美國人口普查的數據，當地共有人口29847人，而人口密度為每平方千米360.08人。